# Коле Монфортани (Рим)
Коле Монфортани је насеље у Италији у округу Рим, региону Лацио.
Према процени из 2011. у насељу је живело 952 становника. Насеље се налази на надморској висини од 67 м.